# Adolf Dauthage

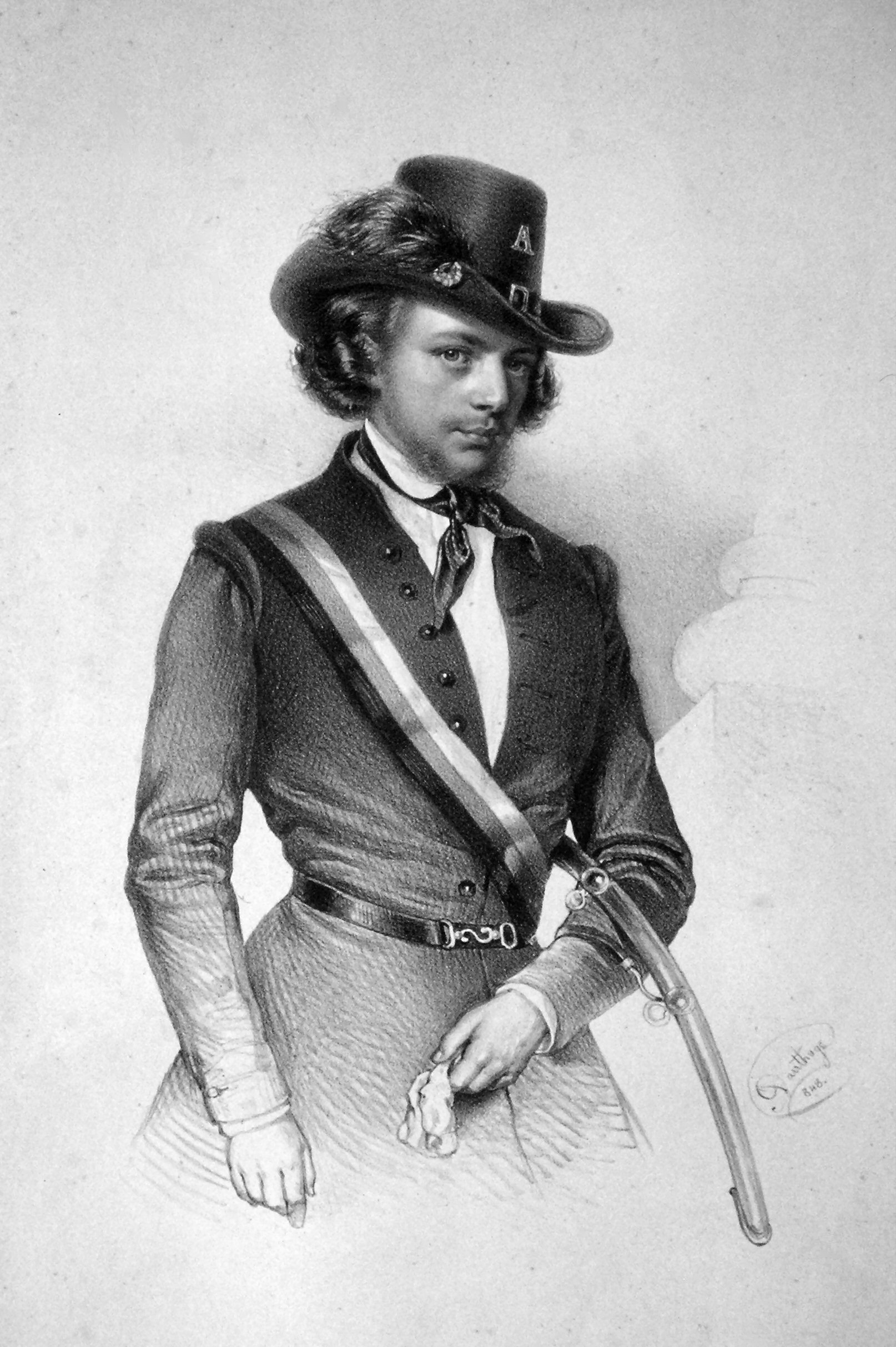
Adolf Dauthage, Selbstporträt als akademischer Legionär, 1848

Adolf Dauthage (* 20. Februar 1825 in Wien; † 3. Juni 1883 in Rustendorf bei Wien) war ein österreichischer Lithograf.

## Leben
Adolf Dauthage stammte aus einfachen Verhältnissen (Sohn eines Spenglers) und sollte ursprünglich den Beruf eines Vergolders ergreifen. Nach abgebrochenem Studium an der Wiener Akademie arbeitete er vier Jahre im Atelier von Josef Kriehuber. Wie dieser betätigte er sich vorwiegend als Porträtlithograf. Er erfreute sich in der Wiener Gesellschaft, deren Mitglieder er in Einzelblättern und in ganzen Serien porträtierte, großer Beliebtheit (Joseph von Hammer-Purgstall, Franz Grillparzer, František Palacký, Mitglieder der Akademie der Wissenschaften, berühmte Schauspieler). Die Arbeiten der Spätzeit (ab 1865) haben, wohl unter dem Einfluss der Fotografie, an Ausdruck und Charakteristik verloren. Er wurde am Wiener Zentralfriedhof bestattet. Das Grab ist bereits aufgelassen.